# Parafia św. Marcina w Gostycynie
Parafia Świętego Marcina w Gostycynie – rzymskokatolicka parafia w Gostycynie. Należy do dekanatu tucholskiego diecezji pelplińskiej. Erygowana w 1350 roku.